# Stânca lui Ioan
Stânca lui Ioan (în germană Jochenstein) este o stâncă situată pe Dunăre la granița dintre Germania și Austria. Ea este o parte a masivului de cuarț din munții Bayerischer Wald, masiv care se întinde de-a lungul defileului Dunării din Niederbayern. Stânca lui Ioan aparține administrativ de comuna Untergriesbach.

## Etimologie
Numele de Stânca lui Ioan, provine probabil de la mina Ioan, unde germanii, înainte de creștinare, aveau obiceiul să aducă jertfe (libații) zeilor, în timpul solstițiului de vară și iarnă. După creștinare, obiceiul s-a transformat în binecuvântarea lui Ioan Botezătorul a corăbiilor de pe Dunăre. Prin secolul XVIII s-a construit o capelă în care se află statuia lui Ioan Nepomuk patronul corăbierilor. Există câteva legende cu Stânca lui Ioan. Una din legende spune că diavolul ar fi vrut să stăvilească Dunărea, cu această stâncă, pentru a inunda Engelhartszell an der Donau. Altă legendă povestește că sub stâncă locuiește zâna Iza care, asemănător legendei Loreley, ademenea cu cântecul ei corăbierii, care naufragiau.